# Reine c. Powley
Pour les articles homonymes, voir Powley.
 (mars 2018).
Si vous disposez d'ouvrages ou d'articles de référence ou si vous connaissez des sites web de qualité traitant du thème abordé ici, merci de compléter l'article en donnant les références utiles à sa vérifiabilité et en les liant à la section « Notes et références ».
La Reine c. Powley,  2003 CSC 43 (communément appelé l'arrêt Powley) est un arrêt de la Cour suprême du Canada portant sur le droit ancestral de chasse des peuples métis, et plus particulièrement sur la définition des droits ancestraux métis qui se retrouve à l'article 35(1) de la Loi constitutionnelle de 1982.

## Histoire
Le matin du 22 octobre 1993, Steve Powley et son fils Roddy, ont quitté leur domicile à Sault-Sainte-Marie pour aller chasser. Vers 9 heures, les deux hommes ont abattu un orignal mâle, et ce, sans permis de chasse.
Ce même jour, deux agents de protection de la faune se sont rendus chez les Powley pour attester l'abattage. Ne niant rien, les Powley expliquent aux agents qu'ils avaient abattu l'animal le matin même. Quelques semaines plus tard, les deux chasseurs furent accusés d'avoir été en possession illégale de gibier abattu sans permis de chasse.
En première instance, les Powley plaidèrent non coupables sous prétexte qu'ils possédaient un droit de chasse ancestral sur lequel empiétait la législation sur la chasse ontarienne. Le tribunal de première instance, la Cour supérieure de justice de l'Ontario, a donné raison aux Powley et les a acquittés. La décision fut appelée par le Procureur général de l'Ontario devant la Cour d'appel, qui elle aussi donna raison aux Powley et refusa l'appel.
Enfin, la décision fut appelée devant la Cour suprême du Canada, où une décision unanime fut rendue pour le maintien des cours inférieures. Du même coup, la Cour suprême développa un test en dix étapes, basé sur les décisions précédentes qui portaient les droits ancestraux autochtones (plus spécifiquement La Reine c. Sparrow et La Reine c. Van der Peet) pour établir les droits ancestraux métis.

## Conséquences
Pour que cette décision s'applique aux Métis, ceux-ci doivent démontrer que la pratique en question se rapporte à une pratique de la communauté métisse qui date d'avant la main mise du contrôle étatique et légal. De plus, les personnes concernées doivent démontrer qu'elles sont membres de la communauté métisse.